# Cycloramphidae
Cycloramphidae is een familie van kikkers. De groep werd voor het eerst wetenschappelijk beschreven door Karel Lucien Bonaparte in 1850. Oorspronkelijk werd de wetenschappelijke naam 'Cyclorhamphina' gebruikt.
De familie wordt vertegenwoordigd door 36 soorten in drie geslachten. Vroeger was de groep veel soortenrijker en bestond uit meerdere onderfamilies. De voormalige onderfamilie Alsodidae wordt tegenwoordig als een aparte familie gezien. Ook de neuskikkers uit de familie Rhinodermatidae behoorden ooit tot deze groep. De verschillende veranderingen in de indeling van de kikkers is het gevolg van nieuwe inzichten op basis van moleculair onderzoek. In de literatuur wordt hierdoor vaak een verouderde situatie weergegeven.
Alle soorten komen voor in delen van noordelijk Noord-Amerika en leven endemisch in Brazilië.

## Taxonomie
Familie Cycloramphidae
- Geslacht Cycloramphus
- Geslacht Thoropa
- Geslacht Zachaenus

Allophrynidae · 
Alsodidae · 
Alytidae · 
Aromobatidae · 
Arthroleptidae · 
Myobatrachidae · 
Batrachylidae · 
Blaasoppies · 
Bombinatoridae · 
Boomkikkers · 
Brachycephalidae · 
Calyptocephalellidae · 
Ceratobatrachidae · 
Ceratophryidae · 
Conrauidae · 
Craugastoridae · 
Cycloramphidae · 
Dicroglossidae · 
Echte kikkers · 
Eleutherodactylidae · 
Fluitkikkers · 
Glaskikkers · 
Gouden kikkers · 
Graafkikkers · 
Hemiphractidae · 
Hylodidae · 
Knoflookpadden · 
Limnodynastidae · 
Megophryidae · 
Mexicaanse gravende padden · 
Micrixalidae · 
Microhylidae · 
Nasikabatrachidae · 
Nieuw-Zeelandse oerkikkers · 
Nyctibatrachidae · 
Odontobatrachidae · 
Odontophrynidae · 
Padden · 
Pelodytidae · 
Petropedetidae · 
Phrynobatrachidae · 
Pijlgifkikkers · 
Ptychadenidae · 
Pyxicephalidae · 
Ranixalidae · 
Rhinodermatidae · 
Rietkikkers · 
Scaphiopodidae · 
Schuimnestboomkikkers · 
Seychellenkikkers · 
Spookkikkers · 
Staartkikkers · 
Telmatobiidae · 
Tongloze kikkers